# Hemisphaerius morio
Hemisphaerius morio är en insektsart som beskrevs av Melichar 1906. Hemisphaerius morio ingår i släktet Hemisphaerius och familjen sköldstritar. Inga underarter finns listade i Catalogue of Life.